# Giuseppe Mengoni

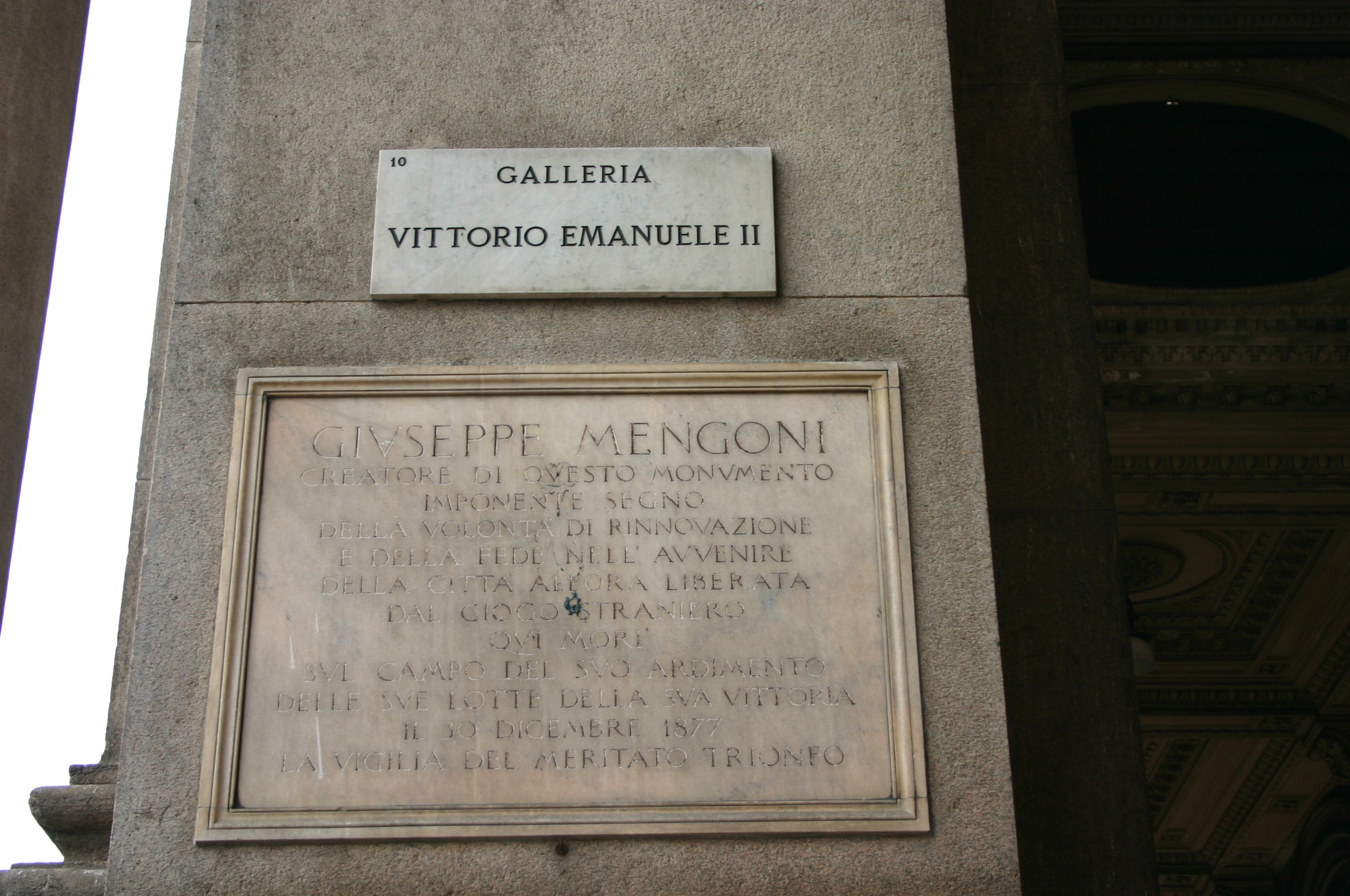
Su lápida en la Galería Vittorio Emanuele II de Milán

Giuseppe Mengoni (Fontana, actual Fontanelice, 23 de noviembre de 1829 - Milán, 30 de diciembre de 1877) fue un arquitecto e ingeniero italiano, conocido por ser el proyectista de la Galería Víctor Manuel II en Milán.

## Biografía
Después de realizar los estudios en Imola se traslada en 1847 con su familia a Bolonia. Encuentran residencia en la calle San Vitale 56 que más tarde se convertiría en su estudio de arquitectura en Bolonia. Giusseppe comenzó a asistir a la Academia Pontificia de Bellas Artes y a la Facultad Pontificia de Filosofía (Física) y Matemáticas siendo Giulio Venturoli, Giovanni Spontoni y Filippo Menarini los que actuaron como garantes de su inscripción.
y se inscribe en la Facultad de Física Matemática.
En 1848 interrumpe sus estudios y comienza a formar parte del ejército como voluntario en la Primera Guerra de Independencia enrolándose en el batallón de los "Cazadores del Alto Rin" entrando en combate entre Vicenza y Venecia. En los años 1849 y 1850 presta sus servicios a Francesco Cocchi, un profesor de la Academia de Bellas Artes de Bolonia, como ayudante de taller. Ganó el Premio "Curlandese" de pintura con un óleo que representaba las ruinas de la antigua catedral.
El 21 de julio de 1851 se gradúa con honores en Ingeniería por la Universidad de Bolonia con su tesis sobre óptica y comienza a trabajar como ayudante del ingeniero Jean Louis Protche, proyectando ferrocarriles, asistiendo a la construcción del ferrocarril de Porrettana. Al mismo tiempo asistió a la Academia de Bellas Artes de Bolonia.
En 1867 se le encarga el proyecto del Palazzo della Cassa di Risparmio en Bolonia durando las obras del 1868 al 1876.
El 9 de septiembre de 1876 fue elegido por unanimidad Miembro Correspondiente de la Academia Imperial de Bellas Artes de Río de Janeiro, otro reconocimiento, además de los varios que recibió en Italia, Europa y América.
El 30 de diciembre de 1877, en la noche antes de la inauguración, Giuseppe Mengoni muere trágicamente al caer de un andamio. Su amigo y aprendiz Francesco Hayez asiste al funeral junto a unas 4.000 personas.